# Risoluzioni del Consiglio di sicurezza delle Nazioni Unite (1101-1200)
| Risoluzione | Data              | Voto (favorevoli/contrari/non votanti) | Oggetto |
| 1101        | 28 marzo 1997     |                                        | Situazione in Albania |
| 1102        | 31 marzo 1997     |                                        | Situazione in Angola |
| 1103        | 31 marzo 1997     |                                        | Situazione in Bosnia ed Erzegovina |
| 1104        | 8 aprile 1997     |                                        | Costituzione di un tribunale internazionale per la persecuzione delle persone responsabili di gravi violazioni delle leggi umanitarie internazionali compiute nel territorio dell'ex Jugoslavia |
| 1105        | 9 aprile 1997     |                                        | Situazione nella ex repubblica Jugoslava di Macedonia |
| 1106        | 16 aprile 1997    |                                        | Angola |
| 1107        | 16 maggio 1997    |                                        | Bosnia-Erzegovina |
| 1108        | 22 maggio 1997    |                                        | Situazione in Sahara occidentale |
| 1109        | 28 maggio 1997    |                                        | Situazione in Medio Oriente |
| 1110        | 28 maggio 1997    |                                        | Situazione in Macedonia |
| 1111        | 4 giugno 1997     |                                        | Situazione tra Iraq e Kuwait |
| 1112        | 12 giugno 1997    |                                        | Bosnia-Erzegovina |
| 1113        | 12 giugno 1997    |                                        | Situazione in Tagikistan e lungo il confine Tagiko-Afgano |
| 1114        | 19 giugno 1997    |                                        | Albania |
| 1115        | 21 giugno 1997    |                                        | Iraq e Kuwait |
| 1116        | 27 giugno 1997    |                                        | Situazione in Liberia |
| 1117        | 27 giugno 1997    |                                        | Situazione in Cipro |
| 1118        | 30 giugno 1997    |                                        | Angola |
| 1119        | 14 luglio 1997    |                                        | Situazione in Croazia |
| 1120        | 14 luglio 1997    |                                        | Croazia |
| 1121        | 22 luglio 1997    |                                        | |
| 1122        | 29 luglio 1997    |                                        | Medio Oriente |
| 1123        | 30 luglio 1997    |                                        | Haiti |
| 1124        | 31 luglio 1997    |                                        | Situazione in Georgia |
| 1125        | 6 agosto 1997     |                                        | Situazione in Repubblica Centroafricana |
| 1126        | 27 agosto 1997    |                                        | Costituzione di un tribunale internazionale per la persecuzione delle persone responsabili di gravi violazioni delle leggi umanitarie internazionali compiute nel territorio dell'ex Jugoslavia |
| 1127        | 28 agosto 1997    |                                        | Angola |
| 1128        | 12 settembre 1997 |                                        | Situazione in Tagikistan e lungo il confine Tagiko-Afgano |
| 1129        | 12 settembre 1997 |                                        | Iraq e Kuwait |
| 1130        | 29 settembre 1997 |                                        | Angola |
| 1131        | 29 settembre 1997 |                                        | Sahara occidentale |
| 1132        | 8 ottobre 1997    |                                        | Situazione in Sierra Leone |
| 1133        | 20 ottobre 1997   |                                        | Sahara occidentale |
| 1134        | 23 ottobre 1997   |                                        | Iraq e Kuwait |
| 1135        | 29 ottobre 1997   |                                        | Angola |
| 1136        | 6 novembre 1997   |                                        | Repubblica Centroafricana |
| 1137        | 12 novembre 1997  |                                        | Iraq e Kuwait |
| 1138        | 14 novembre 1997  |                                        | Confine Tagiko-Afgano |
| 1139        | 21 novembre 1997  |                                        | Medio Oriente |
| 1140        | 28 novembre 1997  |                                        | Macedonia |
| 1141        | 28 novembre 1997  |                                        | Haiti |
| 1142        | 4 dicembre 1997   |                                        | Macedonia |
| 1143        | 4 dicembre 1997   |                                        | Iraq e Kuwait |
| 1144        | 19 dicembre 1997  |                                        | Situazione in Bosnia-Erzegovina |
| 1145        | 19 dicembre 1997  |                                        | Croazia |
| 1146        | 23 dicembre 1997  |                                        | Cipro |
| 1147        | 13 gennaio 1998   |                                        | Croazia |
| 1148        | 26 gennaio 1998   |                                        | Sahara occidentale |
| 1149        | 27 gennaio 1998   |                                        | Angola |
| 1150        | 30 gennaio 1998   |                                        | Georgia |
| 1151        | 30 gennaio 1998   |                                        | Medio Oriente |
| 1152        | 5 febbraio 1998   |                                        | Repubblica centroafricana |
| 1153        | 20 febbraio 1998  |                                        | Iraq e Kuwait |
| 1154        | 2 marzo 1998      |                                        | Iraq e Kuwait |
| 1155        | 16 marzo 1998     |                                        | Repubblica Centroafricana |
| 1156        | 16 marzo 1998     |                                        | Sierra Leone |
| 1157        | 20 marzo 1998     |                                        | Angola |
| 1158        | 25 marzo 1998     |                                        | Iraq e Kuwait |
| 1159        | 27 marzo 1998     |                                        | Repubblica Centroafricana |
| 1160        | 31 marzo 1998     |                                        | |
| 1161        | 9 aprile 1998     |                                        | Situazione in Ruanda |
| 1162        | 17 aprile 1998    |                                        | Situazione in Sierra Leone |
| 1163        | 17 aprile 1998    |                                        | Sahara occidentale |
| 1164        | 29 aprile 1998    |                                        | Angola |
| 1165        | 30 aprile 1998    |                                        | Tribunale Internazionale per l'ex Jugoslavia |
| 1166        | 13 maggio 1998    |                                        | Tribunale Internazionale per l'ex Jugoslavia |
| 1167        | 14 maggio 1998    |                                        | Situazione in Tagikistan |
| 1168        | 21 maggio 1998    |                                        | Bosnia-Erzegovina |
| 1169        | 27 maggio 1998    |                                        | Medio Oriente |
| 1170        | 28 maggio 1998    |                                        | Situazione in Africa |
| 1171        | 5 giugno 1998     |                                        | Sierra Leone |
| 1172        | 6 giugno 1998     |                                        | Pace e sicurezza internazionale |
| 1173        | 12 giugno 1998    |                                        | Angola |
| 1174        | 15 giugno 1998    |                                        | Bosnia-Erzegovina |
| 1175        | 19 giugno 1998    |                                        | Iraq e Kuwait |
| 1176        | 24 giugno 1998    |                                        | Angola |
| 1177        | 26 giugno 1998    |                                        | Situazione tra Eritrea e Etiopia |
| 1178        | 29 giugno 1998    |                                        | Cipro |
| 1179        | 29 giugno 1998    |                                        | Cipro |
| 1180        | 29 giugno 1998    |                                        | Angola |
| 1181        | 13 luglio 1998    |                                        | Sierra Leone |
| 1182        | 14 luglio 1998    |                                        | Repubblica Centroafricana |
| 1183        | 15 luglio 1998    |                                        | Croazia |
| 1184        | 16 luglio 1998    |                                        | Bosnia-Erzegovina |
| 1185        | 20 luglio 1998    |                                        | Sahara occidentale |
| 1186        | 21 luglio 1998    |                                        | Situazione in Macedonia |
| 1187        | 30 luglio 1998    |                                        | Situazione in Georgia |
| 1188        | 30 luglio 1998    |                                        | Medio Oriente |
| 1189        | 13 agosto 1998    |                                        | Attacchi terroristici in Kenya, Nairobi e Tanzania |
| 1190        | 13 agosto 1998    |                                        | Angola |
| 1191        | 27 agosto 1998    |                                        | Tribunale Internazionale per l'ex Jugoslavia |
| 1192        | 27 agosto 1998    |                                        | Caso Lockerbie |
| 1193        | 28 agosto 1998    |                                        | Situazione in Afghanistan |
| 1194        | 9 settembre 1998  |                                        | Iraq e Kuwait |
| 1195        | 15 settembre 1998 |                                        | Angola |
| 1196        | 16 settembre 1998 |                                        | Africa |
| 1197        | 18 settembre 1998 |                                        | Africa |
| 1198        | 18 settembre 1998 |                                        | Sahara occidentale |
| 1199        | 23 settembre 1998 |                                        | Kosovo |
| 1200        | 30 settembre 1998 |                                        | Ruanda |